# Duško Tošić
Pour les articles homonymes, voir Tošić.
Duško Tošić (en serbe en écriture cyrillique : Душко Тошић), né le 19 janvier 1985 à Orlovat en Yougoslavie (auj. en Serbie), est un footballeur serbe, évoluant au poste de défenseur.

## Carrière
Il mesure 1,84 m pour un poids de 82 kg et a commencé sa carrière à l'OFK Belgrade. Il signe en France en janvier 2006 un contrat avec le club franc-comtois du FC Sochaux. Il dispute 50 matchs et remporte la Coupe de France en 2007.
En 2007, il est transféré pour 4 ans au Werder Brême. Le 1er février 2010, son contrat avec le Werder Brême est dissous. 
Il s'engage quelques jours après avec le Portsmouth Football Club en Barclays Premier League pour une période de 6 mois. Il n'est pas conservé par son club à la fin de la saison et décide de rejoindre le 7 juillet 2010 l'Étoile rouge de Belgrade.

## Palmarès

### En équipe nationale
- 26 sélections et 1 but avec l'équipe de Serbie entre 2006 et 2018.
- Demi-finaliste de l'Euro espoirs 2006 avec l'équipe de Serbie-et-Monténégro espoirs

### En club
- Vainqueur de la Coupe de France en 2007 avec le FC Sochaux-Montbéliard.
- Vainqueur de la Coupe d'Allemagne en 2009 avec le Werder Brême.
- Finaliste de la Coupe UEFA en 2009 avec le Werder Brême.
- Vainqueur de la Coupe de Serbie en 2012 avec l'Étoile rouge de Belgrade.
- Champion de Turquie en 2016 et 2017 avec le Beşiktaş JK.